# Dansam (Fluss)
Der Dansam ist der 45 km lange linke Quellfluss des Saltoro im pakistanischen Sonderterritorium Gilgit-Baltistan. Der Fluss verläuft unweit der Line of Control.

## Verlauf
Der Dansam durchquert die Saltoro-Berge im Karakorum. Er hat seinen Ursprung am unteren Ende des Chulunggletschers am Fuße der Südwestflanke des Gharkun auf einer Höhe von etwa 4600 m. Der Dansam fließt anfangs 15 km in Richtung Nordnordwest. Anschließend biegt er nach Westen ab. Kurz darauf, bei Flusskilometer 22, trifft der Gyong von rechts auf den Dansam. Nach weiteren 4 Kilometern, bei der Siedlung Goma, mündet der Ghyari von Nordosten kommend in den Dansam. Dort endet die „Saltoro Valley Road“. Bei Goma befindet sich eine Garnison, da die Line of Control über die umliegenden Berge und vergletscherten Gebirgspässe verläuft. Der Dansam setzt seinen Kurs nach Westen fort. Bei Flusskilometer 19 befindet sich unweit vom südlichen Flussufer die Siedlung Gagulu. Auf den letzten 13 Kilometern wendet sich der Dansam in Richtung Westnordwest. Er trifft schließlich bei der Ortschaft Dumsum auf einer Höhe von 2696 m auf den weiter nördlich verlaufenden Kondus, mit dem er sich zum Saltoro vereinigt.

## Einzugsgebiet
Das 980 km² große Einzugsgebiet des Dansam liegt im von Pakistan kontrollierten Teil des Karakorums. Das Gebiet wird von Indien beansprucht. Die Line of Control verläuft entlang der östlichen Wasserscheide. Größere Gletscher im Einzugsgebiet sind neben dem Chulunggletscher, der Gyong-Gletscher, der Bilafondgletscher sowie der Chumikgletscher.